# フェルニゲシュ
フェルニゲシュ（fernyiges）は、ハンガリーの民話に登場する龍である。黒い1つ首の龍である。ホロフェルニゲシュ、黒龍フェルニゲシュ（Hollófernyiges）とも呼ばれる。Hollóはハンガリー語でワタリガラスを指す言葉である。
民話「勇者ヤーノシュと黒龍フェルニゲシュ」（Vitéz János és Hollófernyiges）に登場する。

## 物語
昔、ドナウ川を越えた場所に貧しい老人と娘3人、それに息子ヤーノシュが暮らしていた。老人は亡くなる際に「何者であっても3人姉妹を求めたら逆らうな」と言い残した。数日後、1匹目の龍が現れ長姉を奪い去った。翌日、さらに巨大な龍が来て次姉を奪い去った。3日目にはさらに大きな龍が来て末姉を奪い去っていった。
ヤーノシュは悲嘆に暮れ、あてもない旅に出た。ある町に着くと、王とその家族が続けて亡くなったため、一人残された王女も含めて皆が長い間喪に服していた。ヤーノシュは城に行き、給仕として仕えた。21歳になった時、ヤーノシュは王女からの求婚に応じ、この国の王となった。王妃は、宮殿内の禁制の間には自分しか入れないため、自分が教会に行く間も入るなとヤーノシュに忠告した。ある日、ヤーノシュは王妃だけを教会に行かせ、1人で禁制の間へ入ろうとしたが扉が開かない。じきに室内から聞こえてきた声に教えられて、ヤーノシュは鍵を見つけて禁制の間に入った。そこには石板で蓋をされた石桶があり、中から水を求める声がした。ヤーノシュが水ではなくぶどう酒を与えるたびに、石板を留めていた箍が外れていき、石板を押し上げて怪物が飛び出してきた。これこそが封印を破って出てきた恐るべき龍、フェルニゲシュであった。フェルニゲシュはヤーノシュを翼で叩きのめし、城から飛び出すと、教会から帰る途中の王妃をさらって飛び去った。
ヤーノシュはフェルニゲシュがこの地域の龍王であることを知り、国の統治を家来に任せて、フェルニゲシュと王妃を探すべく旅立った。辿り着いた不思議な世界には長姉がいた。その夫である六つ頭の龍は、ヤーノシュから事情を聞くと、義理の弟であるヤーノシュに協力することとし、彼を自分の兄である龍に引き合わせた。そこには次姉がいた。次姉の夫である、12の頭を持つ龍もヤーノシュに協力することとし、弟の龍とヤーノシュを一緒に背中に載せて兄の龍の所へ行った。黒龍フェルニゲシュの領地と隣り合っているその龍の領地に、末姉がいた。末姉の夫である24の頭を持つ龍は「黒龍フェルニゲシュは自分達の首領ではあるが皆が不快に思っており、自分達が総掛かりでも倒すことはできず、かろうじて石桶に閉じ込めた」と話した。さらに六つ頭の龍はヤーノシュに馬を貸し、王妃は毎朝8時に黒龍の城にある井戸端に来るからそこで救うべきだと助言した。
朝8時に王妃が井戸端に現れると、待っていたヤーノシュは彼女を馬に乗せて脱出した。しかし、厩にいる5本脚の馬が暴れだす声を聞いた龍王が気付き、その魔法の馬でヤーノシュに追いついて王妃を奪い取った。翌日、ヤーノシュは12の頭を持つ龍から借りた馬で井戸に向かい、再び王妃を奪い返したが、黒龍にまたも奪い返されてしまった。24の頭の龍が持つ馬でも同様だった。
24の頭の龍は、5本脚の馬の対となる馬の居場所を王妃にフェルニゲシュから聞き出させるようにと、ヤーノシュに助言した。黒龍は王妃が尋ねるたびに拒否したが、ついにその6本脚の俊足の馬の居場所を教え、王妃がそれをヤーノシュに伝えた。3匹の龍の計画どおり、ヤーノシュは再び王妃の奪還に挑み、フェルニゲシュに追いつかれると体を切り刻まれて殺された。王妃は泣くのをこらえながらフェルニゲシュに懇願して、ヤーノシュの死体が入った袋を馬にぶら下げることを了承させた。馬は3匹の龍が待つはがね工場に向かい、龍達は死体が入った袋を馬から下ろすと魔法の力でヤーノシュを生き返らせた。
ヤーノシュは、フェルニゲシュが言った「火の海の中にある7の7倍の島」に向かい、そこに住む魔女が所有する「6本脚の馬」を、魔女が次々に出してくる困難を突破して手に入れた。馬を追ってきた魔女が龍達の領地に侵入しようとしたが、龍達が食い止めた。
ヤーノシュは再び王妃を奪還すると、6本脚の馬で逃走した。フェルニゲシュはまたも追ってきたが5本脚の馬では追いつけない。フェルニゲシュの拍車で痛めつけられた5本脚の馬は、兄弟である6本脚の馬が言うのに従い、急降下してフェルニゲシュを振り落として死なせた。ヤーノシュと王妃は2頭の馬で龍達の元へ戻り、礼を述べて国に戻った。